# Taça de Portugal de Polo Aquático Masculino
A Taça de Portugal é uma competição por eliminatórias, organizada pela Federação Portuguesa de Natação, em que participam os clubes de todas as divisões do Campeonato Nacional de Polo Aquático. A competição iniciou-se na época de 1985/86. 
O Centro Desportivo Universitário do Porto (CDUP) foi o vencedor das cinco primeiras edições, Na divisão dos títulos o Sport Comércio e Salgueiros é a equipa com mais (14), seguido pelo CDUP (6), Sport Algés e Dafundo, Clube Fluvial Portuense, Paredes Polo Aquático (4), Vitória Sport Clube (2), AEIS Técnico, Clube Propaganda de Natação, Clube Natação da Amadora, Portinado, e o Clube Naval Povoense são os restantes vencedores, todos com (1) respectivamente.

## Taça de Portugal de Polo Aquático
| Época   | Data                                    | Local                                   | Vencedor                                 | Resultado                               | Finalista                                |
| 2024-25 | 25/05/2025                              | Piscinas do Clube Fluvial Portuense     | Vitória Sport Clube                      | 15-6 (4-1, 2-2, 5-1, 4-2)               | SSCM Paredes                             |
| 2023-24 | 9/06/2024                               | Piscinas Municipais da Guarda           | Clube Fluvial Portuense                  | 10-9 (1-3, 2-3, 2-0, 1-0, 4-3 g.p.)     | Vitória Sport Clube                      |
| 2022-23 | 11/06/2023                              | Piscinas Municipais da Guarda           | SSCM Paredes                             | 9-8 (4-1, 2-0, 1-3, 2-4)                | Clube Fluvial Portuense                  |
| 2021-22 | 12/06/2022                              | Piscina Municipal Rota dos Móveis       | Clube Fluvial Portuense                  | 11-7 (3-3, 2-1, 2-1, 4-2)               | Vitória Sport Clube                      |
| 2020-21 | 13/06/2021                              | Piscinas do Clube Fluvial Portuense     | Vitória Sport Clube                      | 11-7 (3-2, 4-0, 3-2, 1-3)               | Clube Fluvial Portuense                  |
| 2019-20 | Cancelado devido à pandemia de COVID-19 | Cancelado devido à pandemia de COVID-19 | Cancelado devido à pandemia de COVID-19  | Cancelado devido à pandemia de COVID-19 | Cancelado devido à pandemia de COVID-19  |
| 2018-19 | 14/04/2019                              | Piscinas Municipais da Guarda           | Clube Fluvial Portuense                  | 14-11 (2-1, 3-3, 2-2, 7-5)              | Vitória Sport Clube                      |
| 2017-18 | 29/04/2018                              | Piscinas Municipais da Rodovia, Braga   | Clube Fluvial Portuense                  | 14-7 (1-0, 6-3, 3-2, 4-2)               | SSCM Paredes                             |
| 2016-17 | 01/05/2017                              | Piscinas Municipais da Guarda           | SSCM Paredes                             | 15-9 (5-3, 3-2, 3-1, 4-3)               | Sporting CP                              |
| 2015-16 | 25/04/2016                              | Piscinas Municipais da Mealhada         | SSCM Paredes                             | 12-8 (4-2, 3-2, 4-2, 1-2)               | Clube Fluvial Portuense                  |
| 2014-15 | 03/05/2015                              | Colégio de Lamas, Santa Maria de Lamas  | SSCM Paredes                             | 14-5 (0-1, 5-1, 3-1, 6-2)               | Centro Desportivo Universitário do Porto |
| 2013-14 | 13/07/2014                              | Coimbra                                 | Clube Naval Povoense                     | 15-11 (5-2, 1-3, 5-3, 4-3)              | Sporting CP                              |
| 2012-13 | 21/07/2013                              | Piscinas do Clube Fluvial Portuense     | Sport Comércio e Salgueiros              | 21-7 (5-2, 4-1, 5-3, 7-1)               | Portinado                                |
| 2011-12 | 17/06/2012                              | Évora                                   | Sport Comércio e Salgueiros              | 10-9 (2-2, 6-0, 1-5, 1-2)               | Portinado                                |
| 2010-11 | 10/07/2011                              | Santa Maria de Lamas                    | Sport Comércio e Salgueiros              | 6-5 (0-2, 2-1, 1-1, 3-1)                | Portinado                                |
| 2009-10 | 11/07/2010                              | Piscina do Algés                        | Sport Comércio e Salgueiros              | 11-7 (3-2, 2-0, 2-5, 4-0)               | Clube Natação da Amadora                 |
| 2008-09 | 05/07/2009                              | Santa Maria de Lamas                    | Portinado                                | 11-4 (3-0, 3-1, 3-2, 2-1)               | Sport Comércio e Salgueiros              |
| 2007-08 | 05/07/2008                              | Piscina Municipal de Faro               | Sport Comércio e Salgueiros              | 10-7 (6-1, 0-3, 2-2, 2-2)               | Clube Natação da Amadora                 |
| 2006-07 | 26/05/2007                              |                                         | Sport Comércio e Salgueiros              | 11-8 (3-4, 3-0, 5-2, 0-2)               | Portinado                                |
| 2005-06 | 02/07/2006                              | Piscina Municipal de Évora              | Centro Desportivo Universitário do Porto | 8-7 (3-2, 2-1, 3-2, 0-2)                | Portinado                                |
| 2004-05 |                                         |                                         | Clube Natação da Amadora                 | –                                       | Portinado                                |
| 2003-04 |                                         |                                         | Sport Comércio e Salgueiros              | –                                       |                                          |
| 2002-03 |                                         |                                         | Clube Propaganda de Natação              | –                                       |                                          |
| 2001-02 |                                         |                                         | Sport Comércio e Salgueiros              | –                                       |                                          |
| 2000-01 |                                         |                                         | Sport Comércio e Salgueiros              | –                                       |                                          |
| 1999-00 |                                         |                                         | Sport Comércio e Salgueiros              | –                                       |                                          |
| 1998-99 |                                         |                                         | Sport Comércio e Salgueiros              | –                                       |                                          |
| 1997-98 |                                         |                                         | Sport Comércio e Salgueiros              | –                                       |                                          |
| 1996-97 |                                         | Piscinas do Belenenses                  | Sport Algés e Dafundo                    | –                                       |                                          |
| 1995-96 |                                         |                                         | Sport Comércio e Salgueiros              | –                                       |                                          |
| 1994-95 |                                         | Piscina Municipal de Évora              | Sport Comércio e Salgueiros              | –                                       |                                          |
| 1993-94 |                                         |                                         | Sport Algés e Dafundo                    | –                                       |                                          |
| 1992-93 |                                         |                                         | Sport Algés e Dafundo                    | –                                       |                                          |
| 1991-92 |                                         |                                         | AEIS Técnico                             | –                                       |                                          |
| 1990-91 |                                         |                                         | Sport Algés e Dafundo                    | –                                       |                                          |
| 1989-90 |                                         |                                         | Centro Desportivo Universitário do Porto | –                                       |                                          |
| 1988-89 |                                         |                                         | Centro Desportivo Universitário do Porto | –                                       |                                          |
| 1987-88 |                                         |                                         | Centro Desportivo Universitário do Porto | –                                       |                                          |
| 1986-87 |                                         |                                         | Centro Desportivo Universitário do Porto | –                                       |                                          |
| 1985-86 |                                         |                                         | Centro Desportivo Universitário do Porto | –                                       |                                          |